# 日本の職場環境
本記事では内外から見える日本の職場環境（にほんのしょくばかんきょう）の印象についての概説を記す。
日本では就労機会の多くは新卒一括採用の方式に基づいており、終身雇用という大企業で採用されている職業人「モデル」のほか、長時間労働と自社への強い献身性が評判である。このような環境は、1920年代から国際市場で競争する当時の大企業が、封建的な日本の大名制度からの忠臣関係、または明治維新以降の公僕に、伝統的に帰せられたのと同じ名声を獲得し始めたときの経済状況に反映したのが発端とみられている。

## 大企業
一番上に立つ最も権威のある企業は、より良い利益とともに真に一生涯の仕事と安心とを提供することによって最高の労働者を募集して、確保しうる。1960年代、大手企業での雇用が新たな中産階級の子弟たちの目標となっていき、その希求は過酷な競争での成功を達成させるという形となった。このために必要な教育システムが家族の資源と優れた個々の忍耐力を動員させていった。
また住宅補助金、優良保険、レクリエーション施設の利用、賞与や年金など、ある程度の雇用保障と給付とを引き換えに、従業員は一生懸命働き、会社に忠誠を示すことが期待されている。賃金はある種低く抑えられるが、昇給は年功と能力の組み合わせに基づく昇進で行われる。リーダーシップは自己の主張や素早い意思決定ではなく、部下のニーズを考慮に入れた合意形成能力に基づいている。 調査では、仕事上のパフォーマンスのみに関心があるより要求の少ない上司よりも、要求の高い上司が労働者の私生活に懸念を示していることが、続いて示されている。
こうしたシステムは、 自社の社訓やCMのフレーズを口ずさみ、作業グループと達成しえたことの評価を共有することで示される、チームの努力による識別を示す行動のほうに報いている。自分の仕事に誇りを持っていること、社内の他部所との競争を通じて、また自社と他社間で同様の事業分野での競合を通じて表現がなされている。このように、個人が存在維持のために動機づけられている「和」（調和）をもって、仕事上だけでなく、時間外（社内だけでなく、飲み会というグループの）活動にも参加することを良しとしている。
しかしながら、こうした集団における忠誠心を抱かせるイメージは、プラクティスのそれよりもイデオロギーの問題である可能性がある。

## 中小企業
中小企業であるとすべての労働者がこのような雇用慣行や職場環境の恩恵を受けているわけではない。1985年の世帯の64％が収入の大部分を賃金や給与に頼っていたが、こうした労働者のほとんどは恩恵を受けるべく最善を尽くしてきたにもかかわらず、業績不振な大企業とつながっていると、正社員と臨時従業員という区別により、多くの臨時労働者、とりわけ多くの場合の女性は、給付や昇進の対象外となった。これらの労働者はまた、困難な事業環境の中では解雇されていく最初の人たちとなっていった。
日系学者ドリン・K・コンドウ（Dorinne K. Kondo）は、社内と社外といった常勤労働者と臨時労働者の地位を「家」（日本の家族も参照）という観念で、常任者と臨時雇員というBachnikの区別と比較して学位論文を生み出している。起業家精神と生計手段において相続/後を継ぐという伝統は商売人、職人、農民、漁師の間では続いており、1985年には労働力の20％近くを占めている。これらの労働者は自活の保障は放棄し、経済的に必要なときには家計収入を出稼賃金で補っていた。
伝統的にそのような業は無給の家族労働を利用しているが、妻や夫でさえも工場や職場で働くために出勤し、農場で働くために配偶者や隠居した親を残すこともある。一方では、地方分権化の政策がパートタイムで農場を営む家族のために工場での雇用を地元に提供し他方では 脱工業化による空洞化からの失業が、農村部と都市部の労働者にも影響を与える。日本では失業率が他の先進国と比べて低い（1980年代後半まで3％未満）のに対し、推定400,000人もの労働者は、自身の生涯雇用給付で、従業員が享受うるはずの安心保障または豊かさ、などは有することができていない。

日本における労働力人口と、その将来予想。青は実績データ。
オレンジは現状維持モデル。緑は男女の賃金差解消、赤は定年延長、紫は男女の賃金差と定年延長の両方を行った場合。

日本の労働力人口は1970年代から1980年代にかけて年率1％未満で成長した。1991年には15歳以上の人口の62.4％を占め、1970年以来少しだけ変化をみている。 労働力人口の参加は、年齢や性別による分類で異なり、一次、二次、三次産業間の相対的な分布は他先進工業国とも近似している。
第一次産業（農業、林業、漁業）で雇用されている人々の割合は、1970年の17.4から1990年の7.2に低下し、2000年までに4.9に減少すると予測された。 1970年に重工業で雇用されている日本の労働力の割合は33.7であった。 1987年に33.1に低下し、2000年には27.7になると予想されていました。 軽工業は1970年に労働力の47％、1987年に58％を雇用していた。 この部門は2000年までに62％を雇用すると予想されていた。
1970年代から1980年代にかけて、25歳から54歳までの全男性の95％をはるかに超える労働人口が働いていたが、通常の55歳定年（1990年までの定年）を過ぎると急激に減少。ほとんどの男性は60歳になってからである。女性は、20代前半、35歳から54歳までの間、最も積極的に就業に参加しており（ 日本の働く女性を 参照 ） 失業率 （1992年の2.2％）は他の先進国よりもかなり低かったが、 日本の資産価格バブル崩壊以来、それは約2倍になった。若者の失業率は今や多くの地域で大きな問題となっている。
賃金は産業や雇用の種類によって異なり、賃金が高いのは30人以上の従業員を抱える企業の正社員であり、金融、不動産、公共サービス、石油、出版、そして新興ハイテク産業の労働者が高水準の賃金を稼いでいる。最も支払われていないのは、織物産業、衣料品、家具、皮革製品業界で、平均的な農業労働者の賃金はさらに悪化しているが、彼らの土地保有に対する恩恵と自民党との強力な政治的結びつきからある利益を得ているかもしれない。
1960年から1973年にかけての力強い経済成長期には、賃金水準は急速に上昇。名目賃金は年平均13％上昇し、実質賃金は年7％上昇した。その後、経済成長が鈍化するにつれて賃金水準は低迷した。1973年から1987年の間に、名目賃金と実質賃金の年間増加率はそれぞれ8％と2％に低下。そこから円の価値が急上昇したので賃金は1987年に上昇し始める。1989年に前年比で最も高い平均昇給率を得た給与労働者は新聞業界の従業員（6.7％）であり、次に小売および卸売労働者（6％）およびホテル従業員（5.7％）であった。 鉄鋼業 （2.5％）および造船業 （4.2％）の労働者はさらに悪化した。
管理職および技術職の労働者の給与は、生産労働者の給与よりも約20％高かった。 1980年代後半には、500人以上の労働者を持つ製造業の賃金が100とすると、100から499人の従業員を持つ企業は79、99から3０人の従業員をもつそれは64、5人から29人の従業員が働いている企業が56.6である。 中等教育出身者と大学卒業生に支払われる賃金の差はわずかであるが、従業員が年をとるにつれて広がった。賃金は前者が後者の賃金の60〜80％しか受け取っていないが、55歳でピークに達する。
標準モデルでは、労働者には2つの期にかなりの額になる賞与と通常給与とが支払われる。1988年に、大企業の労働者は1.9ヶ月分の給与に相当する賞与を受け取ったが、中小企業の労働者では1.2ヶ月分の給与に等しい賞与を得ていた。賞与に加えて、日本の労働者は生活手当、奨励金、特別な職業条件に対する報酬、出張に対する十分な手当、および生活費手当などの多くの福利厚生手当を受領した。

## 労働条件

経済協力開発機構（OECD）の報告による各国年間平均労働時間の推移(1970年以降)
1970年代は上位国の一つであった。

平均して従業員は1987年ごろには週に46時間働いていた。ほとんどの大企業の従業員は土曜日を含む週2回休日制により週5日に修正された労働条件で働いていたが、一方の中小企業のほとんどの従業員は週に6日も働いていた。1989年1月に、公的機関が日本での過剰労働時間の国際的な批判に直面して月に2つの土曜日を休暇日とすることを開始した。日本の労働組合は労働時間の短縮を要求の重要事項としており、多くの大企業は前向きな対応をしている。したがって日本の労働時間は徐々に減少している。 
1986年の平均従業員の時間数は日本で2,097時間であったが、アメリカでは1,828時間、 フランスでは1,702時間であった。1995年までに日本の平均年間時間は1,884時間に、そして2009年までに1,714時間に減少した。平均的な日本人労働者は、年間15日間の有給休暇を取得することができるが、通常7日間しかかつようしない
近年、派遣契約は徐々に大手企業の間で人気が高まっている。日本の労働力の規模の縮小と相まって、1週間の平均労働時間は、多くの中規模から大規模の企業で増加している。東京では、契約で8時間労働を主張しているにもかかわらず、多くの従業員が特定の業界において1日に12時間以上働くことが一般的である。多くの企業では、契約書面によって毎月残業手当がある。 多くの場合、残業の最初の20〜40時間は「勤務時間外勤務」であり、したがって未払いとなる
。

### 雇用保障
日本の雇用保護は他の国々と比べてユニークでダイナミックである。会社に対する忠誠心は日本の文化の中で最優先事項で、多くの日本企業は内部からの昇進のみである。その結果、個人は一生同じ会社に留まるかもしれず 日本の労働者は会社への投資と改善を図り、会社は家族的雰囲気を維持し、従業員の世話焼きをすることを試みている。日本の企業は、雇用の安心を確保し、従業員の解雇を防ぐためにあらゆる力を尽くしていく。企業の予防策としては、サプライヤとのより良い取引の交渉、政府補助金の要請、残業の撤廃などが考えられている。 雇用主と従業員の関係は、雇用の安定、労働倫理、そして長時間労働への意欲を促進している。

### 日本の福祉国家への影響
日本の福祉は自由主義と保守主義の哲学が組み合わさって日本の福祉国家を形成し、福祉国家と労働条件は相互に関連している。何年にもわたって労働時間が減少した結果として、福祉国家へのストレスが軽減された。2012年に平均的な日本人は12回ほど医療施設を訪れている。これは、低コストの医療費に加え、労働条件からのストレスの増加によるものである。
ストレスは、個人にとって生理的および精神的要因に大きな悪影響を及ぼす。労働時間は会社や会社の規模によって異なり、中規模から大規模の企業では、時間が増加。1日12時間以上仕事をすることによるストレスは、日本人が頻繁に訪問する医療の一因となっている。
保守的な影響をほのめかして、日本の病院の大部分は私有である。 政府が医療に関する厳格な規制と価格設定を実施することが、福祉国家の自由な側面をほのめかしている。
一般的な日本の健康保険システムは二元的となっている。国民健康保険は地域的な取り決めを受け、非雇用市民にも必須の健康保険を提供している。70歳以下の場合、国民健康保険から医療受給を受けるには、医療費の30％を自己負担しなければならない。企業の従業員は、健康や年金保険といった被用者社会保険の下で従業員に必須の健康保険を提供する必要がある。従業員にとって、ヘルスケアへのこうしたアクセスを維持することは、雇用の安定に大きく関係していり、その結果失業の費用には、雇用主が提供する医療保険の広範な利益へのアクセスを失うことの費用も含まれている。解雇、家族の障害または健康関連の問題を抱える労働力を残したままにすると、福祉給付へのアクセスが減少する可能性があり 、企業は被用者保険制度によって義務付けられている高額な費用負担のために、追加的に非義務的な福祉の規定を提供するインセンティブは損なわれている。
日本の労働力の健康状態の悪化と残業の問題は、厚生労働省を代表して政策の拡大と改革をもたらしてきた。 2018年3月の時点で、労働基準法は、雇用主が従業員のために40時間労働週を超えてはならないと定めている。週あたりの労働時間を超過すると、排他的な労働者管理協定と残業が必要となり、この仕事は対応する賃金の増加で埋め合わせる必要がある。たとえば、残業と夜間勤務の両方で、最低でも25％の増加率が必要となる。過労死（カロウシ）、または残業による労働災害による労働災害の増加は、労働安全衛生法改革にもつながっている。拘束力はないがこれらの改革により、雇用主は時間外労働者に健康指導を提供するよう手配することを義務付けられている。

## カロウシ
カロウシは日本の職場で働き過ぎることによる死である。これらは一般的に心臓発作や脳卒中、そして自殺などが、週に60時間以上働くことによる大きなストレスによって引き起こされる。

### 新人女性社員の過労自殺の事件（2016）
2016年には、過当労働の若い女性社員の自殺により、日本の労働環境が再び問題になる。当時24歳だった女性社員は、日本の大手広告代理店である電通での過剰な働き過ぎで、2015年のクリスマスに自殺。彼女の自殺は大学を卒業した直後、職場配属先での新規フルタイムの仕事から、わずか8ヵ月後に起こる。彼女のSNSの投稿によると、自殺するまでの1日の睡眠時間は2時間程度であった。彼女の死は東京の三田労働基準監督署によって、日本語で「カロウシ」として知られている、仕事に関連した死であるとして認定された。
労働基準監督署による初期の報告によると、彼女は毎月105時間を超える残業時間があった。日本の労働法によると1日8時間、または週40時間しか認められていない。日本企業が従業員の労働時間を延長したい場合は、労働基準法第36号に従って政府からの承認を得て特別条約を最初に締結しなければならない。条約の制限の範囲内で、労働時間は従業員、雇用主、労働組合の間で決定される可能性があるが、日本の労働組合は通常、企業が下した決定に同意はする。
この事件は特に一般の人々によって注目され、業務中の死についても世間の注目を集めていった。この件に関する世論の反響を聞いた労働基準監督署は、電通に対して強制検査を実施し、従業員が入退室する際の労働時間を短縮するための協力基準があることを明らかにした。なお彼女は電通で自殺した最初の新規従業員ではなかったため、この事件はより衝撃的であった。1991年、電通の若い従業員が同様の状況で自殺していた。  この事件の後、2000年に最高裁判所から電通に労働条件の改善を命じられた。
この事件は、電通の企業環境が1991年の従業員の死の以降も変わっていないことを証明した。電通は訴訟裁判の一部で、インターネットによる成長業部門での深刻な人員不足が原因であるとし、電通の最高経営責任者（CEO）は、「これらの部門のスタッフの数を増やすことで状況に対処するようになったはずだ」と発表した。日本では、終身雇用は依然として多くの企業に残っているため、企業のニーズによっては中途雇用や解雇が困難である。このCEOの引用は、安定しているが流動性が低く、従業員にストレスを与える可能性がある日本の社会構造を示している。
彼女の訴訟の後、安倍政権は日本の労働条件を改善するために会議を開いた。最初の会議は2016年9月に開催され、加えて日本政府は過労死についての最初の報告を発表。この公式発表によると、日本の大手企業の23％が違法な過労をする可能性があり、労働基準監督署の責任者である塩崎康久厚生労働大臣は、これらの分野を強化することの重要性を強調した。
労働基準監督署は現在、調査を必要としている企業の数と比較して、人的資源の不足に苦しんでいる 公衆からの批判に直面して以降、労働基準法第36号は改正の可能性に直面している。労働法の多くは改正されると主張されているが、強いコーポラティズムを含む日本の社会的規範により、これらの法が自主的な管理と努力の義務にすぎないことを妨いでいる。

## 将来
出生率の低下と労働生産性の低下による政府の介入と、その結果として労働年齢人口の減少と出生率の低下によりますます労働者が希少状況下で競争状態の企業という二重の条件下で日本の労働条件のシフトが拡大している。スポーツ施設やジムなどのアメニティを提供するなど、多くの日本企業は労働時間を短縮し、労働条件を改善している。 日本政府は、従業員が最低5日の休暇を取ることを義務付け、財務などの特定分野の高所得従業員が勤務時間ではなく業績に応じて支払われるようにすることを義務付ける法案を推進している。